# 大西結
大西 結（おおにし ゆい、5月11日 - ）は、日本のラジオパーソナリティ。主に関西で活動している。香川県丸亀市出身。通称ゆいぼう。

## 人物
血液型はO型。香川県立丸亀城西高等学校を卒業後、放送芸術学院 DJ&アナウンス科を2010年3月に卒業した。同期には、DJせぶん、高橋春美がいる。2018年までセイに所属、現在はフリーランス。

## 出演番組

### レギュラー
エフエム宝塚
- 西本真詞のBE FINE TOMORROW (金曜日 19:00 - 19:15、2017年4月7日 - )

### 過去の出演番組
エフエムあまがさき(FM aiai)
- モーニングアベニュー （水曜 9:00 - 11:50、2017年2月1日 - 2021年9月29日）

エフエム滋賀(e-radio)
- style! (月曜、火曜 7:30 - 13:00、2017年4月3日 - 2018年3月27日)

ラジオ関西
- 羽川英樹の鉄カフェ（月曜 20:30 - 21:00、2011年7月11日 - 2012年3月26日、全38回）月1回は生放送

エフエム宝塚
- たからづか発！口笛ラジオ （月曜 9:00-12:30、2014年4月7日 - 2015年3月30日）
- ネクスト835 （日曜 13:00-14:00、2013年4月7日 - 2014年3月30日）
- 「たからづか8丁目35番地」

J：COM
- 「キラリアTV ビューティーナビゲーション」

FM COCOLO
- NIGHT MUSIC EXPO アシスタントDJ

FM OSAKA
- ラジオ@（ラジオアットマーク）（水曜 20:30-21:00、2009年10月7日 - 2010年3月、メインDJは、せぶん)

FM SUN
- 「坂出塩まつり」「坂出夕まつり」

OKUIBUKI RADiO DJ STATION
- 「ゲレンデDJ」(2015-2016(SoCoと上場瞳と共演)、2016-2017(SoCoと向井亜季と共演)、2017-2018(SoCoと上場瞳、向井亜季と共演))、2018-2019(SoCoと上場瞳、向井亜季と共演)、2019-2020)